# Тулка
Тулка (рум. Tulca) — село у повіті Біхор в Румунії. Адміністративний центр комуни Тулка.
Село розташоване на відстані 425 км на північний захід від Бухареста, 33 км на південь від Ораді, 139 км на захід від Клуж-Напоки, 121 км на північ від Тімішоари.

## Населення
За даними перепису населення 2002 року у селі проживали 2396 осіб.
Національний склад населення села:
| Національність | Кількість осіб | Відсоток |
| -------------- | -------------- | -------- |
| румуни         | 2240           | 93,5%    |
| цигани         | 145            | 6,1%     |
| угорці         | 10             | 0,4%     |

Рідною мовою назвали:
| Мова      | Кількість осіб | Відсоток |
| --------- | -------------- | -------- |
| румунська | 2268           | 94,7%    |
| циганська | 118            | 4,9%     |
| угорська  | 8              | 0,3%     |